# محوطه دوراب ۲
محوطه دوراب ۲ مربوط به هزاره ۴ و ۳ قبل از میلاد است و در شهرستان سراوان، بخش جالق، ۱۰ کیلومتری جنوب شرق شهر جالق، منطقه دورآب، جنب چاه بهادر محتاج زهی واقع شده و این اثر در تاریخ ۲۸ اسفند ۱۳۸۵ با شمارهٔ ثبت ۱۸۹۳۸ به‌عنوان یکی از آثار ملی ایران به ثبت رسیده است.